# Toleranca (medicina)
V medicini je toleranca sposobnost organizma, da ne oboli kljub zunanjim napadom, na primer, da se oseba ne prehladi, čeprav je izpostavljena toplotnim spremembam. Ker telo zaznava kot zunanji napad tudi vnos zdravil, pomeni toleranca tudi sposobnost sprejemati neko zdravljenje brez problemov; tako so recimo proti glavobolu lahko predpisane tablete, ki utegnejo določenim ljudem povzročiti želodčne težave: te osebe torej nimajo tolerance (ne tolerirajo) teh tablet. Zdrav organizem predstavlja nominalno vrednost, dejanska vrednost pa je organizem, ki so ga zdravila delno poškodovala. Če je poškodba dovolj majhna oziroma občutno manjša od blagodejnega učinka, je dejanska vrednost sprejeta kot nominalna: bolnik ne trpi več zaradi glavobola, torej je »ozdravel«, čeprav ima manjše probleme z želodcem.